# Pastel de choclo

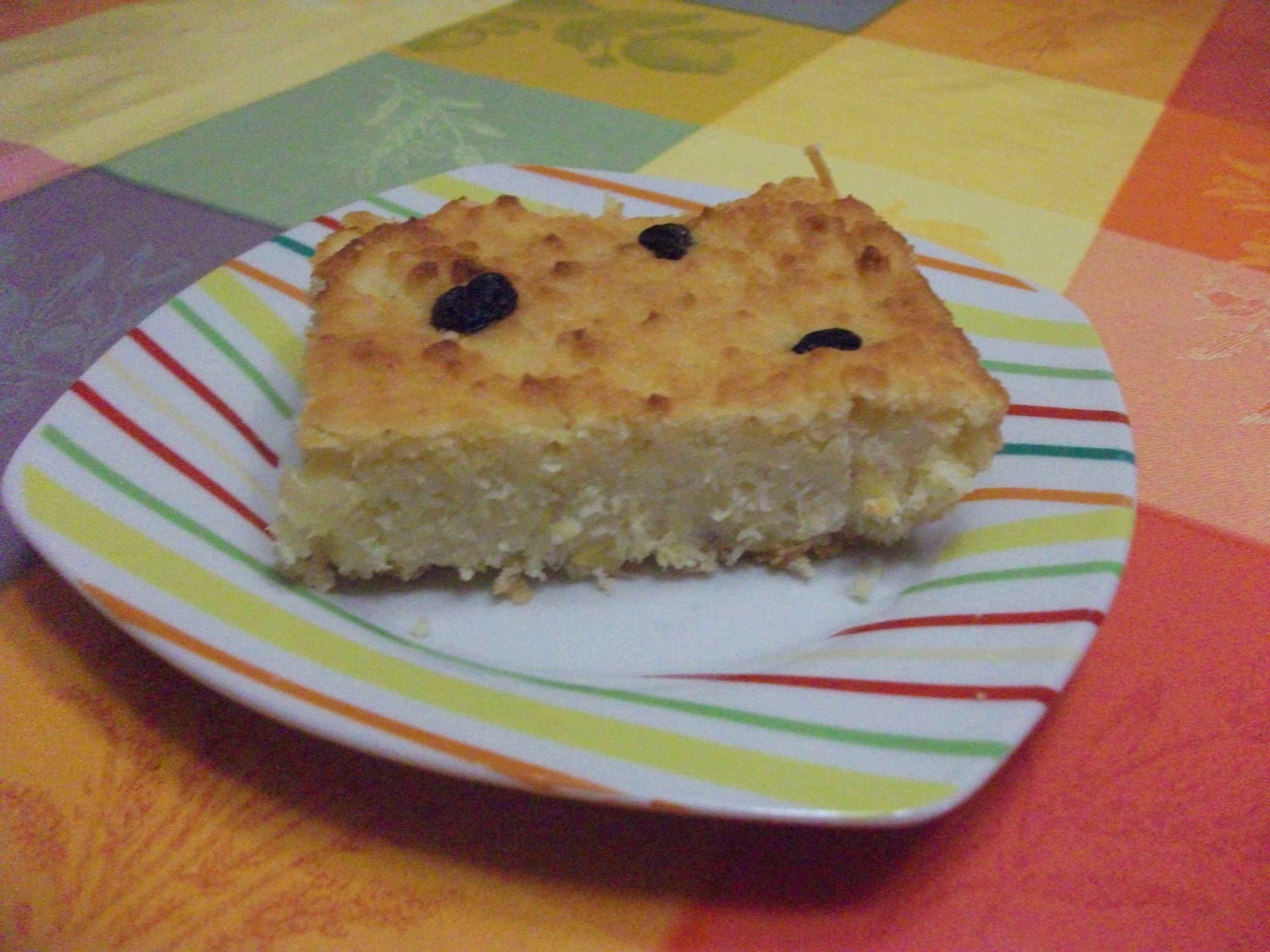
Pastel dulce de choclo peruano, variante dulce, sin relleno y con pasas.

Pastel de choclo del norte argentino.

El pastel de choclo es un plato sudamericano preparado con una pasta horneada de granos tiernos de choclo y, dependiendo del lugar donde se prepare, es dulce o salado, con relleno o sin relleno. Es tradicional de las gastronomías de Argentina, Bolivia, Chile, Colombia, Ecuador, Paraguay, Perú, Uruguay.

## Origen
Según la antropóloga chilena Sonia Montecino, este plato tuvo su origen en la época colonial, probablemente por cocineras mapuches en las cocinas de los colonos españoles.
La primera mención a lo que sería un pastel de choclo se encuentra en el libro Historia física y política de Chile del naturalista francés Claudio Gay, publicado en 1862: «(…) la chicha, el chacolí el vino mismo vienen a remojar estos pasteles tan generalmente gustados y compuestos de picadillo o pino de cordero mezclado a veces con carne de pollo y cubierto con una capa de maíz molido con azúcar, grasa, salpimentado, como siempre, con mucho ají y otros condimentos».
El historiador y político chileno Benjamín Vicuña Mackenna menciona a este plato en su libro De Valparaíso a Santiago: datos, impresiones, noticias, episodios de viaje, publicado en 1877: «No sabemos si a los presidentes modernos de esta tierra de choclos les gustan éstos todavía, como al gobernador Alonso de Rivera; pero si sirvieran a su mesa humitas, pastel de maíz o siquiera humilde chuchoca».
El pastel de choclo es mencionado en el libro Enciclopedia del hogar de la tía Pepa escrito por el chileno Rafael Egaña y publicado en 1899.
Una receta del pastel de choclo aparece en el libro La dueña de casa: nuevo libro de cocina i economia doméstica escrito por el chileno Alberto Prado Martínez y publicado en 1903.
Se menciona también en el libro La negrita Doddy: nuevo libro de cocina publicado en Santiago de Chile en 1911.

## Descripción

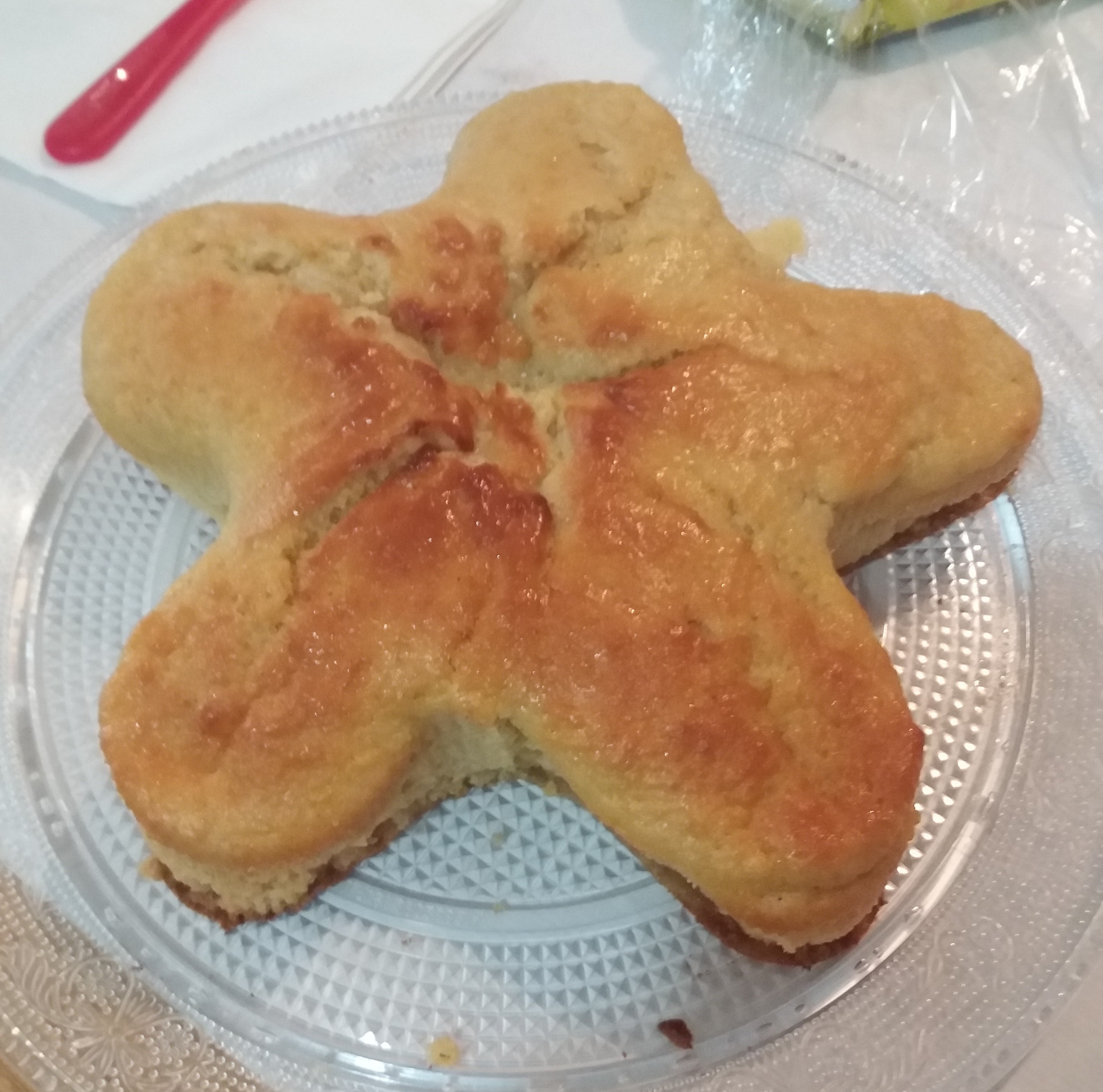
Torta de jojoto venezolana.

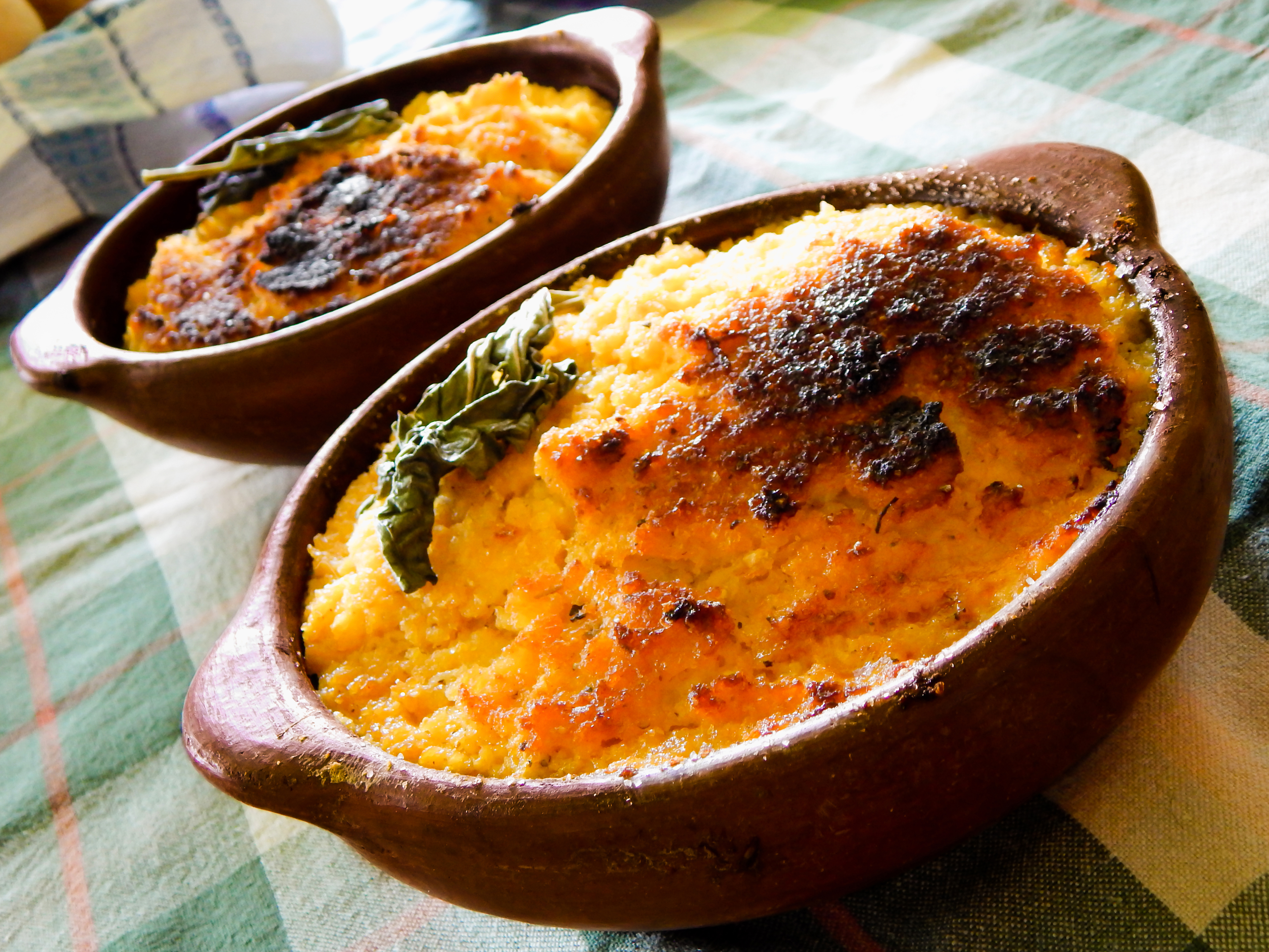
Pastel de choclo chileno.

### En la región andina
En los países donde atraviesa los Andes se la conoce como pastel de choclo, especialmente en el Noroeste argentino, Bolivia, Perú, Chile y Ecuador. Mientras que en Colombia se le llama torta de choclo y en Venezuela se la conoce como torta de jojoto. Existen recetas de pastel de choclo publicadas desde inicios del siglo XX en Perú. En la ciudad de Tacna es considerado un postre tradicional que se prepara dulce, sin relleno y con pasas, siendo este una reinvención de la receta chilena dando resultado así a una versión peruanizada del pastel.
En Chile este plato es preparado a partir del choclo (maíz híbrido tierno), el cual es molido o rallado para formar una pasta, a la que se suele agregar aromáticas hojas de albahaca. Esta pasta, que puede ser precocida con leche en un poco de manteca, aceite o ir cruda antes de ir al horno, es colocada sobre una preparación con carne, cebolla y otros ingredientes (condimentos como sal, comino y ají de color, o sea pimentón dulce), denominada "pino", mezcla originaria de la cocina mapuche con la que se acompañan diversos alimentos. Tradicionalmente se prepara en una paila rústica de greda o arcilla que es llevada al horno para su cocción. Se retira del horno cuando se ha dorado la parte superior. Usualmente se agregan huevos duros, aceitunas negras, uvas pasas y/o trozos de pollo a la mezcla como ingredientes adicionales. 
El azúcar otorga muchas variantes a este típico plato. Puede ser incorporado a la pasta de choclo, espolvorearse sobre el pastel antes de ir al horno o simplemente colocarse en un pocillo al momento de servir, para que el consumidor agregue azúcar a su gusto. La paila de greda permite conservar el calor, influir en el sabor y entregar una presentación atractiva a la vista. En 2023, fue reconocido como el «mejor guiso del mundo» por la revista TasteAtlas.

### En la región rioplatense
En la región rioplatense, el centro-este de la Argentina y Uruguay, se hace una preparación a base de choclo, aunque algo diferente, que recibe el nombre de tarta de choclo. Se trata de una tarta cuya base es una masa hecha de harina de trigo, las cuales pueden ser crocantes o esponjosas. En Argentina, como relleno se emplean verduras salteadas, o cebollas salteadas junto con azúcar quemada.
En Uruguay, la masa se hace mayormente de hojaldre y el relleno se hace con choclo, salsa blanca y jamón y se le llama torta de choclo, ya que lo más común es que lleve otra capa de masa en la parte superior.
El poeta argentino Florencio Escardó, escribió la siguiente oda al pastel de choclo en 1876:

Y ya lo creo!

¿Habrá cosa mas rica que una humita en chala?
¿Qué les parece a ustedes una mazamorra con leche que haya sido traída desde cinco leguas en el tarro, del lechero?
Y díganme con franqueza, ¿hay cosa más deliciosa que un pastel de choclo?

¡Si es cuento largo el enumerar las cosas ricas que se hacen con el maíz!

### Noreste argentino
En el noreste argentino se conoce al "pastel de choclo" principalmente como "chipa guasú", aunque en la zona de Posadas y del noreste correntino también se lo conoce como "tarta de choclo".

### En Paraguay

Chipa guazú.

En Paraguay al pastel de choclo cocinado al horno se la conoce como chipa guazú. Constituye una de las 70 variedades identificadas de comidas llamadas «chipa», alimento de origen mestizo. Es herencia de la cocina mestiza cario guaraní-española y es tradicional de la Gastronomía de Paraguay. Su nombre se debe a la conjunción de dos vocablos: «chipa» genéricamente designa a un conjunto de tortas de diverso tipo que tienen al maíz o al almidón de mandioca como base de preparación y que forman parte de la familia de las chipas, consumidos para acompañar el mate cocido, la leche o el café, o que simplemente se prepara como guarnición. Mientras que «guazú», significa ‘grande’ en guaraní, de lo cual se infiere que la «chipa guazú» es, en alguna medida, ‘torta grande de maíz’. Para su preparación se utilizan huevo, agua, sal fina, materia grasa (manteca o aceite), queso Paraguay, leche, cebolla y choclo.
Existe la idea equivocada de nombrar a la gastronomía paraguaya como "gastronomía guaraní". La gastronomía paraguaya nace de la fusión de la culinaria española y la cocina cario-guaraní, que se desarrolló por influencias de los padres franciscanos, los españoles y los criollos asuncenos, el cual tuvo lugar en Asunción y sus alrededores. Los primeros antecedentes del sincretismo cario-guaraní/español tuvieron lugar en la época de la fundación de Asunción y alrededores, donde posteriormente se fundaron las reducciones franciscanas de Tobatí, Atyrá, Altos, Areguá, Ypané, Guarambaré, Itá, Yaguarón, etc. La cultura desarrollada en el Gran Paraguay fue muy fuerte, ya que los guaraníes fueron usados por los conquistadores y los evangelizadores como intermediarios con otros pueblos amerindios; por estos motivos, la cultura paraguaya que caracteriza a Asunción se conservó fuerte en esta zona, y a su vez se extendió hacia zonas donde más tarde se introdujo el ganado vacuno, con la fundación de Corrientes en 1588, la ciudad más antigua del NEA.
En las bitácoras (de viajeros como el alemán Ulrico Schmidl) y en los registros históricos de la época virreinal aparece en varios párrafos que los carios guaraníes (tribu que habitaba la zona de Asunción) preparaban tortas y panes a base de mandioca, maíz y choclo dulce mezclados con grasa animal, conocidos como "mbuyapé" ("pan" en guaraní). La alimentación cario-guaraní fue complementada con alimentos criollos que aportaron consigo los españoles desde el Viejo Continente. Esto se debió a la introducción del ganado vacuno en 1556 en Asunción, y a partir de estos se obtenían «nuevos» alimentos tales como: carne de res y pollo, leche, huevos, quesos, grasa vacuna, etc. De esta manera, las comidas con ingredientes de la base gastronómica cario-guaraní (maíz, mandioca, zapallo, batata, etc.) se entremezclaron con ingredientes traídos por los españoles (carne, leche, quesos, huevos, etc.). Dicha unión dio lugar a comidas que se han consumido desde esa época virreinal hasta la actualidad. Fue en este contexto donde se originó la receta de los platos típicos paraguayos que tienen como ingredientes base la mandioca, maíz, queso, leche y carne vacuna.